# Basílica da Santa Cruz na Via Flamínia
Santa Croce a Via Flaminia ou Basílica da Santa Cruz na Via Flamínia é uma igreja titular e basílica menor localizada na Via Flamínia, no quartiere Flaminio de Roma, e de dedicada à Santa Cruz.
O cardeal-presbítero protetor do título de Santa Cruz na Via Flaminia, desde de 19 de novembro de 2016, é o Cardeal Sérgio da Rocha, atual arcebispo de Salvador.

## História
A igreja foi construída em 1913 pelo arquiteto Aristide Leonori por encomenda do papa Pio X (r. 1903–1914) para celebrar o 1600º aniversário do Édito de Milão, que legalizou o cristianismo no Império Romano. No estilo de uma basílica romana, sua fachada está decorada por mosaicos de Biagio Biagetti e é precedida por um pórtico sustentado por seis colunas jônicas. O campanário tem cinco andares. 
O interior é composto de três naves separadas por seis colunas de granito bávaros de cada lado.
Aberta em 12 de julho de 1914, Santa Croce foi entregue à Congregação dos Sagrados Estigmas de Nosso Senhor Jesus Cristo (estigmatinos), mas só foi consagrada em 1918 numa cerimônia celebrada pelo arcebispo Giuseppe Pallica. O papa papa Paulo VI elevou-a ao status de basílica menor em 1964.

## Galeria

Imagens da igreja
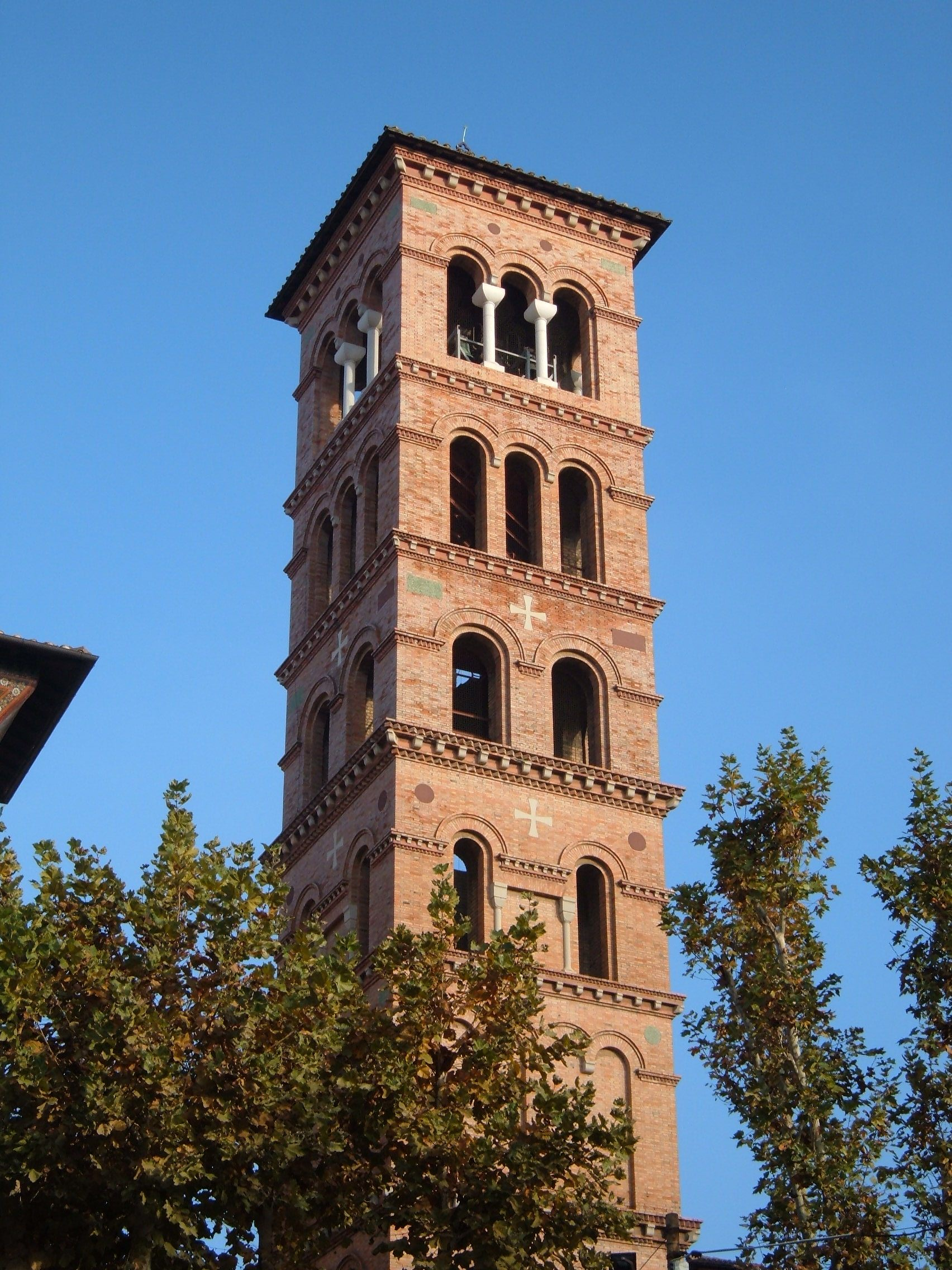
Campanário.
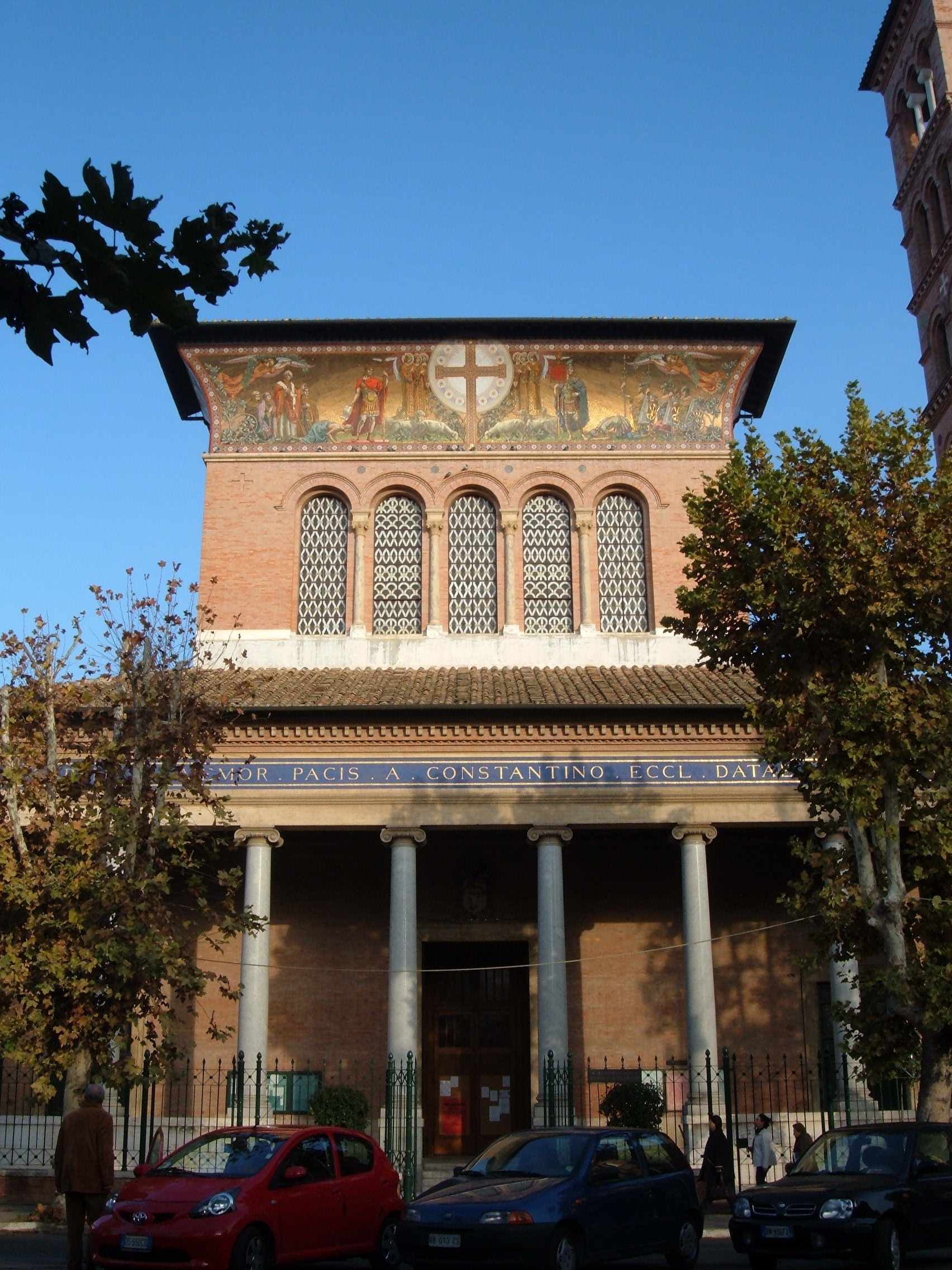
Fachada.
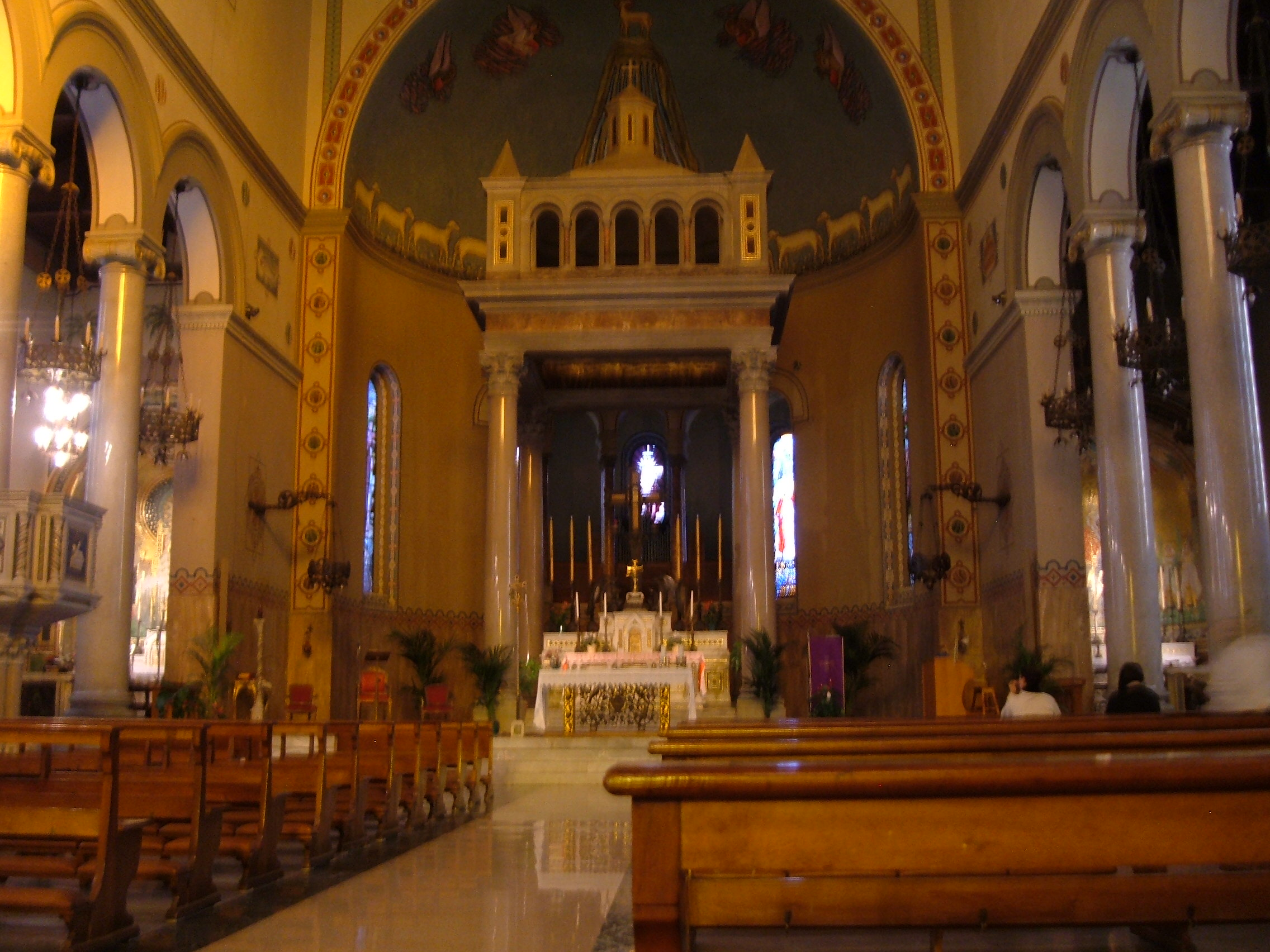
Vista do interior.